# Сойко Іван Васильович
Іван Васильович Сойко (18 жовтня 1947, с. Шкроботівка Шумський район Тернопільська область — 7 лютого 2021, Київ) — видатний український перекладознавець, педагог, усний і письмовий перекладач, викладач Київського національного університету ім. Т. Г. Шевченка (доцент кафедри германської філології, кандидат філологічних наук).

## Біографія
1970 року закінчив факультет іноземних мов (перекладацьке відділення) Київського державного університету імені Тараса Шевченка.
1976—197 роках — навчання в аспірантурі при Лейпцизькому університеті. Кандидатська дисертація «Satzmodelle mit nichtrealisierter syntaktischer Valenz in der deutschen und ukrainischen gesprochenen Sprache» (Моделі речень з нереалізованою синтаксичною валентністю в німецькому та українському розмовному мовленні) (1979, науковий керівник — професор Ґ. Гельбіґ).
Від 1973 року — в Київському національному університеті ім. Т. Г. Шевченка: викладач кафедри німецької мови неспеціальних факультетів (1973—1976), викладач (1976—1985), доцент кафедри німецької філології (1985—2002), завідувач (жовтень 2002 — червень 2010), доцент кафедри германської філології (від 2010).
Помер 7 лютого 2021 року від ускладнень, спричинених коронавірусною хворобою.

## Наукова діяльність
Напрямки наукової діяльності: теорія валентності, контрастивна лінгвістика, перекладознавство, фахові мови, правнича лінгвістика, проблеми перекладу юридичних текстів, термінографія.
Автор 56 друкованих праць (двох колективних монографій, наукових статей, юридичного словника, перекладів тощо).
Науково-педагогічний стаж — 40 років. Брав участь у програмі «Трансформ» Федерального уряду Німеччини з укладання Німецько-українського словника з адміністративного права, а також у підготовці й реалізації (на першому етапі) німецько-українського проекту «Germanistische Institutspartnerschaft» спільно з Інститутом Гердера Лейпцизького університету.
Підготував 8 кандидатів наук.
Як перекладач забезпечував послідовний та синхронний переклад у рамках численних проектів Федерального уряду Німеччини, Ради Європи, Європейського Союзу та під час офіційних переговорів на урядовому рівні.

## Основні публікації
1. Проблемы теории валентности (на материале немецкого языка) // Современное зарубежное языкознание. Вопросы теории и методологии. Отв. ред. А. С. Мельничук. — К.: Наукова думка, 1983. С. 177—190.
2. Nichtrealisierung der obligatorischen syntaktischen Valenz als textbildendes Mittel. // Linguistische Studien. ZISW, Reihe A, H. 164. Berlin, 1987. — S. 27—43.
3. Німецько-українсько-російський коментований словник з адміністративного права. — К.: Укр. правнича фундація; укр. центр правничих студій, 2003. — 464 с. (у співав. з Б. Шлоером).
4. Про концептуальні засади сучасного перекладного юридичного словника // Мовні і концептуальні картини світу: Зб. наукових праць. — Вип. 14.Книга 2. — К.: Вид. Дім Дмитра Бураго, 2005. — С. 154—157.
5. Філологічна спадщина проф. І. В. Шаровольського // Мовні і концептуальні картини світу: Зб. наукових праць. — Вип. 18. Книга 2. — К.: Вид. Дім Дмитра Бураго, 2005. — С. 194—197.
6. Стефан Цвейг. Магеллан. — К.: Дніпро, 1991 (переклад з німецької).
7. Рецензія на книгу: Philipp Hofeneder: Die mehrsprachige Ukraine.Übersetzungspolitik in der Sowjet union von 1917 bis 1991. Münster, Wien. — LitVerlag, 2013. — 208 s. // Zeitschrift für Slawistik. De Gruyter, 59 (3). Buchbesprechung. — S. 1—6.
8. Стефан Цвейг. Забуті мрії // Антологія австрійської прози початку ХХ століття. — К.: Темпора, 2014. — С. 332—343.

## Нагороди
У 2010 році нагороджений Федеральним президентом Німеччини високою державною відзнакою — Кавалерським Хрестом «Ордена за заслуги перед Федеративною Республікою Німеччина» (Bundesverdienstkreuz).

## Творча діяльність
Ветеран, тенор народної хорової капели «Дніпро». За його сприяння була організована співпраця капели з хором м. Констанц, Німеччина.